# Gianluca Zambrotta
Gianluca Zambrotta [dʒanˈluːka dzambˈrɔtta] (* 19. Februar 1977 in Como) ist ein ehemaliger italienischer Fußballspieler und heutiger -trainer. Er begann seine Karriere als rechter Mittelfeldspieler und spielte sowohl auf der linken als auch auf der rechten Abwehrseite.

## Karriere

### Im Verein
Zambrotta begann seine Karriere 1994 bei Como Calcio. In der Saison 1994/95 gab er bei der Serie-B-Partie gegen die AC Cesena (2:0) unter Marco Tardelli sein Profidebüt. Zum Saisonende stieg Como in die Serie C ab, wo Zambrotta, der zu dieser Zeit auf der rechten Mittelfeldseite spielte, sich als Stammspieler etablierte. Im Sommer 1997 wurde er vom Serie-A-Klub AS Bari verpflichtet. In Bari entwickelte sich Zambrotta unter Eugenio Fascetti schnell zum Leistungsträger.
Im Jahre 1999 wechselte Zambrotta im Alter von 22 Jahren für umgerechnet rund 16 Millionen Euro zu Juventus Turin. Als sich im Jahre 2002 der linke Verteidiger Gianluca Pessotto verletzt hatte, wurde Zambrotta von Marcello Lippi zum Außenverteidiger umgeschult und wurde einer der weltbesten Spieler auf dieser Position. Mit Juventus gewann Zambrotta viermal die Meisterschaft und zweimal den italienischen Supercup. Außerdem stand er mit Juventus 2003 im Finale der Champions League, das man im Elfmeterschießen gegen die AC Mailand verlor.
Nach sieben Jahren in Turin wechselte Zambrotta, nachdem der Klub wegen des italienischen Fußball-Skandals 2005/06 in die Serie B zwangsabsteigen musste, im Juli 2006 von Juventus zum FC Barcelona. 2008 unterschrieb er einen Vierjahresvertrag bei der AC Mailand, die neun Millionen Euro Ablösesumme an den FC Barcelona zahlte. Nach Auslaufen seines Vertrages verließ er die AC Mailand zum Saisonende 2011/12. Nach einem Jahr Vertragslosigkeit verpflichtete der FC Chiasso aus der Schweiz im Juli 2013 Zambrotta. Dort war er bis 2014 als Spieler und auch als Co-Trainer von Ernestino Ramella tätig.

#### Als Trainer
Nach Ramellas Entlassung übernahm Zambrotta das Team Ende November 2013 als Cheftrainer – anfangs als Spielertrainer. Am 6. April 2015 entließ ihn der FC Chiasso.

### In der Nationalmannschaft
Im Jahre 1999 wurde Zambrotta vom damaligen Trainer Dino Zoff erstmals in die Nationalmannschaft berufen. Er gab sein Debüt am 10. Februar 1999 gegen Norwegen.
Bei der EM 2000 kam Zambrotta mit Italien bis ins Finale, das man gegen Frankreich mit 1:2 nach Golden_Goal verlor. Im Halbfinale gegen die Niederlande bekam er in der 34. Spielminute mit der Gelb-Roten Karte den einzigen Platzverweis seiner Profikarriere. Er nahm mit Italien an der WM 2002 und an der EM 2004 teil. Bei der EM 2004 wurde er trotz des frühen Ausscheidens seiner Mannschaft in das All-Star-Team gewählt.
Bei der Fußball-Weltmeisterschaft 2006 in Deutschland wurde Gianluca Zambrotta mit Italien Fußball-Weltmeister. Im Viertelfinale gegen die Ukraine erzielte er ein Tor und gab eine Torvorlage. Aufgrund seiner ausgezeichneten Leistungen wurde der Italiener ins All-Star-Team des Turniers gewählt. Im gleichen Jahr wurde er außerdem für das UEFA Team of the Year und für die FIFPro World XI nominiert. Zambrotta nahm mit Italien am FIFA-Konföderationen-Pokal 2009 teil, bei dem Italien in der Vorrunde ausschied. Auch bei der Fußball-Weltmeisterschaft 2010 in Südafrika kam das Aus in der Vorrunde. Bei beiden Turnieren wurde Zambrotta in allen Vorrundenspielen eingesetzt. Nach dem frühen Ausscheiden Italiens bei der WM kam er noch einmal am 12. Oktober 2010 im EM-Qualifikationsspiel gegen Serbien zum Einsatz, das nach sechs Minuten wegen Ausschreitungen serbischer Zuschauer abgebrochen wurde.

## Erfolge
Als Nationalspieler
- Vize-Europameister: 2000
- Weltmeister: 2006

Mit seinen Vereinen
- UEFA Intertoto Cup: 1999
- Italienischer Meister: 2001/02, 2002/03, 2004/05*, 2005/06*, 2010/11
- Italienischer Supercupsieger: 2002, 2003, 2011
- Spanischer Supercupsieger: 2006

* aberkannt im Rahmen des italienischen Fußball-Skandals 2005/2006
Persönliche Auszeichnungen
- All-Star-Team der Fußball-Europameisterschaft 2004
- All-Star-Team der Fußball-Weltmeisterschaft 2006
- FIFPro World XI 2006
- UEFA Team of the Year 2006
- Ritter (2000) und Offizier (2006) des Verdienstordens der Italienischen Republik